# Damage, Inc.

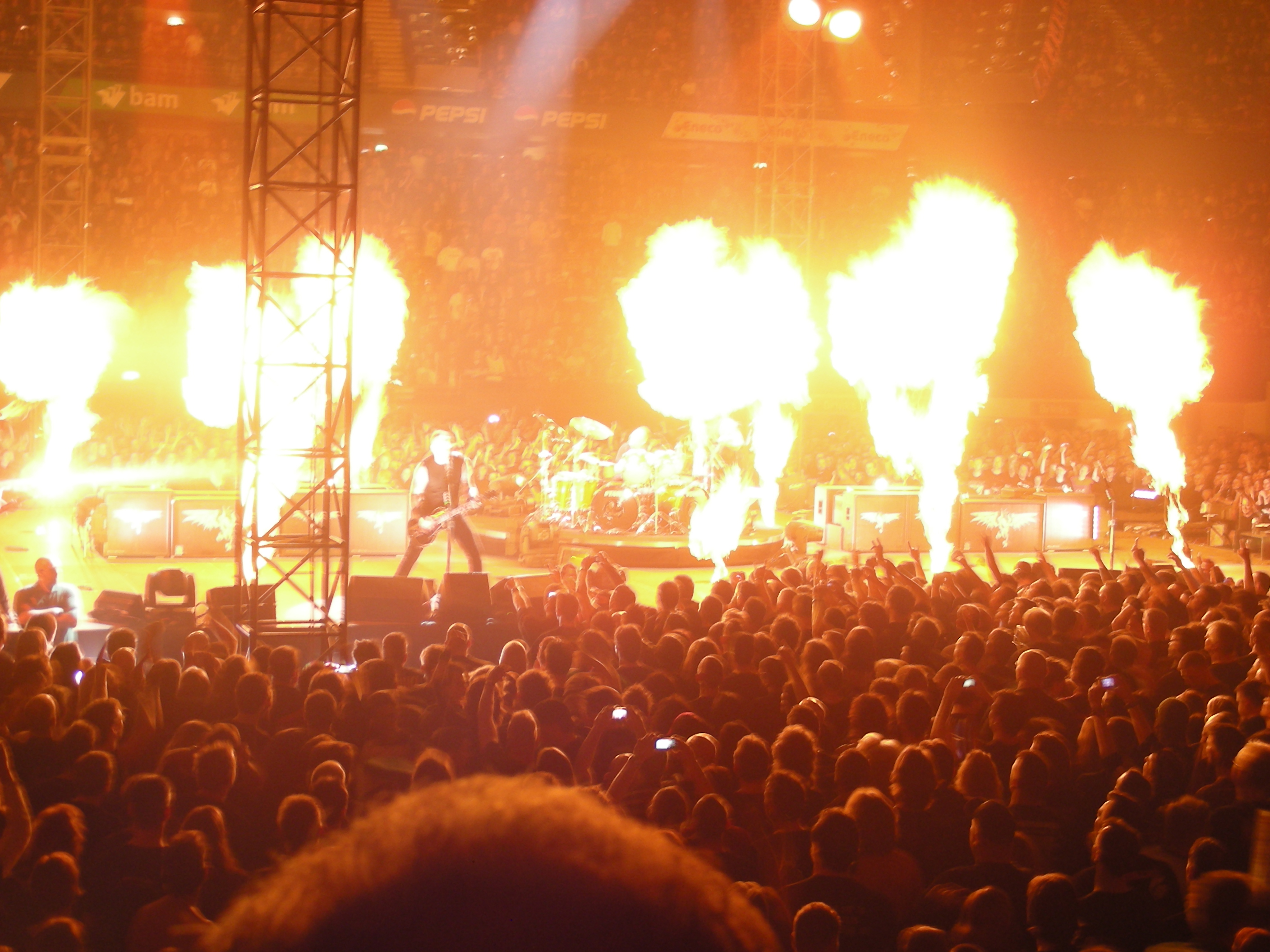
Metallica en Róterdam, 2009.

«Damage, Inc.» es la octava canción del álbum de estudio titulado Master of Puppets del grupo musical Metallica. La canción trata acerca de la violencia y la destrucción sin sentido. Esta es la única canción en todo el álbum que contiene lenguaje explícito. Es la última canción grabada con el bajista Cliff Burton.
Es de las canciones más rápidas de la banda, al empezar con una intro muy melódica y pacífica y un riff muy lento (hecho con una gran cantidad de líneas de bajo revertidas, grabadas por Cliff Burton), para después en el 1:32 empezar un riff mucho más rápido y agresivo.
La canción ha sido tocada 303 veces en vivo por la banda, la primera vez el 27 de marzo de 1986 y la última el 8 de julio de 2022.

## Créditos
- James Hetfield: Voz y guitarra rítmica.
- Kirk Hammett: Guitarra líder.
- Cliff Burton: Bajo eléctrico y coros.
- Lars Ulrich: Batería y percusión.